# Hebertsfelden

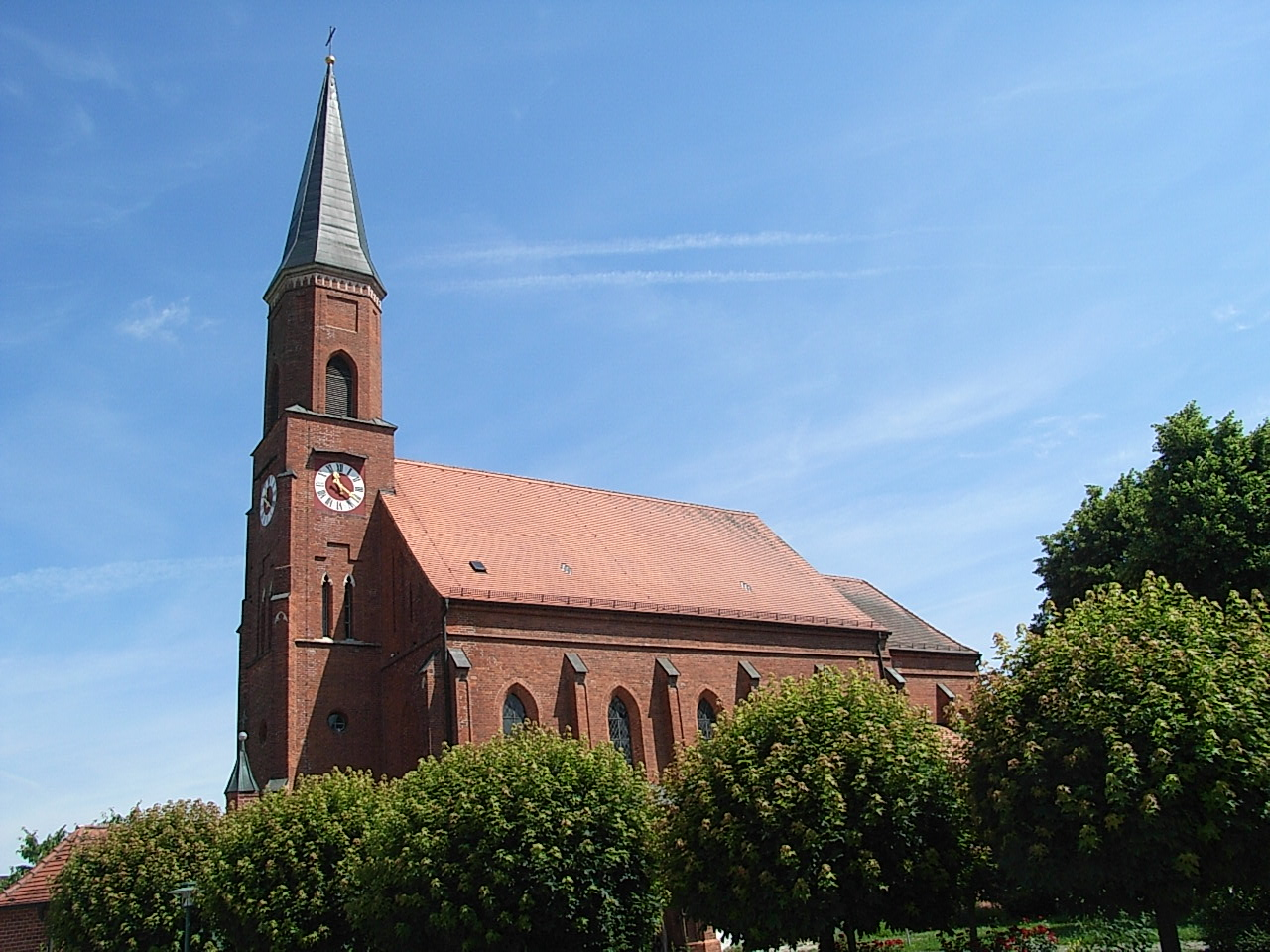
Die katholische Pfarrkirche St. Emmeram

Hebertsfelden ist eine Gemeinde im niederbayerischen Landkreis Rottal-Inn.

## Geografie
Die Gemeinde liegt im südlichen Niederbayern im tertiären Hügelland am Oberlauf der Rott zwischen den Städten Eggenfelden und Pfarrkirchen.

### Gemeindegliederung
Es gibt 151 Gemeindeteile:
- Ainlehen
- Auhof
- Bach
- Bernhof
- Binderberg
- Brandlöd
- Brunnhäusl
- Burg
- Burgholz
- Delzöd
- Eder
- Edhof
- Eklhub
- Faltermeier
- Faulkäs
- Feichten
- Feitshof
- Ferlin
- Fischgartl
- Forster
- Forstlehen
- Freiling
- Freiung
- Furth
- Gallhub
- Gaßlsberg
- Glatzöd
- Gnadenöd
- Gollerbach
- Griffl
- Großkag
- Großwies
- Grub
- Gschaidmaier
- Handlmoos
- Handorf
- Hasleck
- Haslhub
- Hausbeck
- Hausmanning
- Hebertsfelden
- Hebertsfelden-Bahnhof
- Hinteraichberg
- Hinterburg
- Högl
- Hollkronöd
- Höllmühl
- Holz
- Holzapfel
- Holzgrub
- Holzgrund
- Holzhamm
- Holzhäuseln
- Kainzl
- Kaltenberg
- Käsberg
- Kleinkag
- Kleinkay
- Kleinwies
- Klinger
- Kochlehen
- Kollbeck
- Kollomann
- Kramlehen
- Kranzlhub
- Krapfenberg
- Kraymühle
- Kronöd
- Krumlehen
- Kuglmehring
- Kurzholz
- Lacken
- Lackner
- Lecklhub
- Lerch
- Lerchstraß
- Linden
- Linnertshub
- Löfflmühle
- Luberg
- Maiersberg
- March
- Marchöd
- Mehlhardt am Sand
- Mehring
- Mornthal
- Niederhub
- Niedernkirchen
- Nußbaum
- Oberdax
- Oberhausbach
- Oberhub
- Oberlehen
- Oberreisbeck
- Platten
- Ponhardsberg
- Ponzaun
- Prienbach
- Rackersbach
- Reisl
- Riem
- Roith
- Rottenstuben
- Sand
- Sandberg
- Schabmannsberg
- Schernberg
- Schieghub
- Schießl
- Schildmannsberg
- Schmalzgrub
- Schmauß
- Schmidöd
- Schnellberg
- Schönhub
- Schreyöd
- Schwaiglehen
- Spanberg
- Starzen
- Stauern
- Stein
- Steinsäuln
- Steinsöd
- Sterfl
- Sternöd
- Stößlöd
- Straß am Edhof
- Stürzl
- Unterdax
- Unterhausbach
- Unterlehen
- Unterreisbeck
- Unterstock
- Vorderaichberg
- Vorderhaid
- Wagenberg
- Wagenlehen
- Wasl
- Weidelsberg
- Wengl
- Wenigau
- Wilhelmshöhe
- Wimberg
- Windorf
- Winkl
- Wislhub
- Zacherlwimm
- Zaining
- Zaun
- Zulehen
- Zwicklöd

Es gibt die Gemarkungen Hebertsfelden, Langeneck, Linden, Lohbruck, Unterhausbach, Gern und Peterskirchen.

## Geschichte

### Bis zur Gemeindegründung
Hebertsfelden wurde um 1073 erstmals beurkundet, als ein Adalprecht de Heriboldesueldun als Wohltäter unterzeichnete. Der Ortsname ist althochdeutsch und bedeutet ‚bei den Feldern des Heribold‘. In der Zeit von 1220 bis 1240 bezeugte das Hochstift Freising Besitzungen in dem Ort. Im 17. und 18. Jahrhundert bestand Hebertsfelden aus rund 20 Anwesen. Zu Beginn des 19. Jahrhunderts wurde es eine eigene Gemeinde.

### Eingemeindungen
Am 1. Januar 1946 erhielt Hebertsfelden Teile der Gemeinden Langeneck und Gern II, aber schon mit Wirkung vom 1. Januar 1948 wurde die Zusammenlegung wieder rückgängig gemacht. Erst durch die Gebietsreform in Bayern wurde am 1. Januar 1972 durch den Anschluss der Gemeinden Linden, Unterhausbach und von Restbeständen der Gemeinden Langeneck und Gern II sowie die Eingliederung von Teilen der aufgelösten Gemeinden Lohbruck und Peterskirchen (bis zum 29. Januar 1952 mit dem Gemeindenamen Peterskirchen I) am 1. Mai 1978 die heutige Gemeinde gebildet.

### Einwohnerentwicklung
Zwischen 1988 und 2019 wuchs die Gemeinde von 3492 auf 3820 um 328 Einwohner.

## Politik

### Gemeinderat
Die Gemeinderatswahl 2020 ergab folgende Stimmenanteile und Sitzverteilung:
| Partei/Liste                           | %    | Sitze |
| -------------------------------------- | ---- | ----- |
| CSU                                    | 25,3 | 4     |
| GRÜNE                                  | 13,2 | 2     |
| SPD                                    | 8,9  | 1     |
| Freie Wählergemeinschaft Hebertsfelden | 17,9 | 3     |
| Wählergemeinschaft Unterhausbach       | 10,9 | 2     |
| Parteilose Wählergemeinschaft (PWG)    | 23,8 | 4     |

### Bürgermeister
Ehrenamtliche Erste Bürgermeisterin ist Karin Kienböck-Stöger (Parteilose Wählergemeinschaft). Sie ist seit 1. Mai 2020 im Amt. Bei der Bürgermeisterwahl 2020 erreichte sie im zweiten Wahlgang einen Stimmenanteil von 70,1 Prozent.

### Wappen
| Wappen von Hebertsfelden | Blasonierung: „Über gespaltenem Wellenschildfuß in verwechselten Farben gespalten von Silber und Blau; vorne schräg gekreuzt eine rote Lanze und ein gestürztes rotes Schwert, hinten eine silberne Linde.“ |
| Wappen von Hebertsfelden | Wappenbegründung: Der Wellenschildfuß, ein heraldisches Flusssymbol, verweist auf die Rott, die das Gemeindegebiet durchfließt. Lanze und Schwert im vorderen Feld sind Attribute des heiligen Emmeram und der heiligen Barbara. Emmeram ist der Patron der Pfarrkirche Hebertsfelden; die Pfarrei ist bereits seit 1269 nachweisbar. Das Schlosskircherl in Unterhausbach ist der heiligen Barbara geweiht. Damit ist auch die bis 1972 selbstständige Gemeinde Unterhausbach repräsentiert. Die Linde im hinteren Feld erinnert an die große Verbreitung dieser Baumart im Gemeindegebiet; sie ist zugleich redendes Bild für die 1972 ebenfalls nach Hebertsfelden eingegliederte Gemeinde Linden. Die Tingierung in Silber und Blau weist darauf hin, dass die wittelsbachischen Landesherren die wichtigsten Grundherren im Gemeindegebiet waren. Dieses Wappen wird seit 1977 geführt. |

## Wirtschaft und Infrastruktur
Es gab 1998 nach der amtlichen Statistik im Bereich der Land- und Forstwirtschaft 15, im produzierenden Gewerbe 384 und im Bereich Handel und Verkehr 57 sozialversicherungspflichtig Beschäftigte am Arbeitsort. In sonstigen Wirtschaftsbereichen waren am Arbeitsort 144 Personen sozialversicherungspflichtig beschäftigt. Sozialversicherungspflichtig Beschäftigte am Wohnort gab es insgesamt 1242. Im verarbeitenden Gewerbe gab es 1 Betrieb, im Bauhauptgewerbe 11 Betriebe. Zudem bestanden im Jahr 1999 164 landwirtschaftliche Betriebe mit einer landwirtschaftlich genutzten Fläche von 3366 ha, davon waren 2358 ha Ackerfläche und 1008 ha Dauergrünfläche.

### Verkehr
Hebertsfelden hat einen Haltepunkt an der Bahnstrecke Passau–Neumarkt-Sankt Veit.

### Bildung
Es gibt folgende Einrichtungen (Stand: 1999):
- Kindergärten: 100 Kindergartenplätze
- Grund- und Hauptschule: eine mit 19 Lehrern und 260 Schülern

### Sport
Im Gemeindebereich Hebertsfelden finden sich umfangreiche Möglichkeiten zur sportlichen Betätigung.
- Sportverein Hebertsfelden (Fußball, Tennis, Stockschützen, Gymnastik, Nordic Walking)
- Sportclub Gollerbach (Damen-, Mädchen- und Herrenfußball)

## Sehenswürdigkeiten und Bauwerke
- Pfarrkirche St. Emmeram, errichtet 1859–1862 nach Plänen von Leonhard Schmidtner.
- Nebenkirche St. Jakob in Rottenstuben, errichtet Mitte des 15. Jahrhunderts, 1958 wurden im Chor gut erhaltene Fresken gefunden, die um 1500 entstanden sein dürften.
- Pfarrkirchen St. Philippus und Jakobus, Niedernkirchen, 15. Jahrhundert, erweitert 1911.
- Heimatmuseum neben dem Rathaus, im Gebäude der ehemaligen Ziegelei.
- Bodendenkmäler, wie Schanzen aus Kelten- und Ungarnzeit.

## Persönlichkeiten
- Ludwig Gruber (1922–2005), Dichter, genannt Ponzauner Wigg